# Branche à Gauche (rivière Mastigouche)
La Branche à gauche est un affluent de la rivière Mastigouche, coulant sur la rive nord du fleuve Saint-Laurent, dans la région administrative de Lanaudière, au Québec, au Canada. Le cours de cette rivière traverse les municipalités régionales de comté (MRC) de :
- Matawinie : municipalité de Saint-Damien ;
- D'Autray : municipalité de Mandeville.

La Branche à Gauche coule vers l'est en zone forestière dans une petite vallée encadrée de montagnes dont un sommet atteint 516 m du côté sud.

## Géographie
La branche à gauche prend sa source à l'embouchure du lac Clair (longueur : 1,2 km ; altitude : 396 m) lequel compte six îles. Cette source est située à :
- 4,4 km à l'ouest de la confluence de la "branche à gauche" ;
- 6,8 km au nord du centre du village de Saint-Damien.

À partir de l'embouchure du lac Clair, la branche à gauche coule sur 7,5 km, selon les segments suivants :
- 0,6 km vers le nord-est, jusqu'à la confluence de la rivière du Lac Gauthier (venant du nord-ouest) ;
- 1,5 km vers le sud-est, jusqu'à la limite de Mandeville ;
- 5,4 km vers l'est dans Mandeville recueillant les eaux de la décharge du lac des Bourque, jusqu'à sa confluence[2].

La branche à gauche se déverse dans un coude de rivière sur la rive ouest de la rivière Mastigouche. Cette confluence est située à :
- 7,4 km au nord du Lac Maskinongé ;
- 9,3 km au nord-est du centre du village de Saint-Damien ;
- 6,0 km au nord-ouest du centre du village de Mandeville.

## Toponymie
Le toponyme Branche à gauche a été officialisé le 9 juillet 1981 à la Banque des noms de lieux de la Commission de toponymie du Québec.